# 462
462 (CDLXII na numeração romana) foi um ano comum do século V do Calendário Juliano, da Era de Cristo. a sua letra dominical foi G (52 semanas). Teve início numa segunda-feira e terminou também numa segunda-feira.
| Ano completo                         |
| ------------------------------------ |
| Ano comum com início à segunda-feira |

## Eventos
- Um incêndio na cidade de Constantinopla (atual Istambul), destrói a Estátua de Zeus, uma das sete maravilhas do mundo.
- Idácio, bispo de Chaves, é aprisionado pelos Visigodos.